# Жестокий ангел (телесериал, 1997)
«Жестокий ангел» (порт.  Anjo Mau) — второй сериал (ремейк), снятый бразильской телекомпанией «TV Globo», по сценарию известного бразильского телевизионного мастера Кассиано Габус Мендеса в 1997 г., после его смерти. Вторую версию сценария 1976 года написала ранее работавшая с Кассиано Мария Аделаида Амарал. Это была её первая полноценная «новелла». Все предыдущие её сценарии написаны для мини-сериалов.
Оригинальный чёрно-белый сериал 1976 года имел огромный успех у аудитории. Нестандартный реалистичный сюжет восхождения бедной няни «из грязи в князи» гарантировал повышенное внимание зрителей. В отличие от многих героинь других теленовелл, Ниси не гнушалась совершать злодеяния для достижения счастья и принимала активные меры в развитии своей судьбы. Но зло должно быть наказано: в последней серии Ниси умирает при родах. Главные роли в сериале 1976 года исполнили Сюзана Виейра и Жозе Вилкер. Смерть Ниси обеспечила сериалу 90-процентную, рекордную аудиторию.
Новая версия сериала не стала полной копией предыдущей. Ниси в исполнении Глории Пирес в этот раз обрела долгожданное счастье в последнем эпизоде сериала. Рейтинг у сериала в Бразилии был стабильно высоким для «шестичасового» сериала.
Сюзана Виейра была специально приглашена авторами сериала для съёмок в последней серии. Актёры Жозе Левгой и Атила Иориу также снимались в двух телесериалах, с той лишь разницей, что Жозе Левгой исполнял разные роли в 1976 году исполнив роль Августо, а в 1997 году роль Эдуардо Медейроса. Атила Иориу в двух сериалах исполнил одну и ту же роль Жозиаса.
Закадровый перевод читают Елена Бушуева (Ниси и др.), Ирина Маликова (Паула, Эстела, Алзира и др.), Юрий Маляров (Родригу, Рикарду и др.), Борис Клюев (Руи, Августу и др.). Текст титров читает Юрий Маляров.

## Сюжет
Нисси — бедная женщина, дочь шофёра богатой и влиятельной семьи Медейрос. Родригу Медейрос для неё — мужчина мечты, удачливый бизнесмен, который может помочь ей войти в высшее общество. Её совершенно не волнует, что он обручен с дочерью банкира, Паулой, которую он безумно любит.
У Нисси сложный характер — дав решительный отпор домогавшемуся её директору завода, она увольняется. Но ей тут же улыбается удача и она устраивается на работу няней для маленького племянника Родригу. Она незаметно, но твёрдо входит в семью Медейрос, отвоевывая для себя всё больше и больше позиций. Ей полностью доверяют и считают её ангелом-хранителем. Она с удовольствием поддерживает этот имидж. Нисси удается ввести в заблуждение всех, кроме своей приёмной матери Алзиры, которую никто не переубедит в том, что её дочь делает подлости и идёт по головам.
Нисси узнает, что Паула затеяла роман с младшим братом Родригу, легкомысленным Рикарду, и пользуется этим, чтобы расстроить свадьбу Родригу и Паулы. В конце концов ей это удается. Для этого Нисси разыгрывает ситуацию так, чтобы отец семейства Эдуардо Медейрос застал своего младшего сына с любовницей. Эдуардо умирает от сердечного приступа, наказывая детям несмотря ни на что держаться вместе. Этого не происходит — на свадьбе об отношениях Рикарду и Паулы узнает весь свет Сан-Паулу. Свадьба расстроена, но Родригу тут же увлекается другой женщиной — Лижией. Нисси же, ни капельки не упав духом, легко и методично разрушает и эти отношения, мастерски сведя свою соперницу со своим младшим братом.
Обложенный со всех сторон, Родригу не видит другого выхода, кроме женитьбы на няне племянника. Но делает он это от отчаяния — ни о каких чувствах не может идти и речи. И теперь у Нисси новая цель — добиться, чтобы он её полюбил.

## В ролях
- Глория Пирес — Нисси Норонья
- Каду Молитерну — Родригу Медейрус
- Алессандра Негрини — Паула Новаес
- Леонарду Брисиу — Рикарду Медейрус
- Беатрис Сегалл — Клотильда Жордан, «дона Кло»
- Режина Дураду — Алзира Машаду
- Клаудио Корреа и Кастро — Аугусту Машаду
- Лилия Кабрал — Горетти Гарсиа
- Лавиния Власак — Лижия Фуртаду
- Мария Падилья — Эстелла Медейрус Фачини
- Даниэль Данташ — Тадеу Фрачини
- Мауру Мендонса — Руи Новаес
- Марсиу Гарсия — Луис Карлус Машаду, «Лука»
- Таис Араужо — Вивиан
- Луиза Бруне — Тереза Новаес
- Раул Газолла — Сиру Фуртаду
- Сержиу Виотти —Виотти дон Америку ди Абреу
- Арикле Перес — Элизинья Жордан Ферраз
- Луис Салем — Бени Гарсиа
- Бел Кутнер — Елена Ферраз
- Лусиано Шафир — Жулиу
- Мила Морейра — Мария Лусинда Фуртаду, «Марилу»
- Джексон Антунес — Фредерику Жордан, «Фредди»
- Габриель Брага Нуньес — Олаву Ферраз, «Олавинью»
- Самара Фелиппо — Симоне Гарсиа Фачини
- Эмилио Орсиолло Нетто — Бруно Новаес
- Тельма Рестон — Себастьяна да Силва, «Тиана»
- Леа Гарсия — Сида
- Марсела Раффеа — Сокорру
- Ивонн Хоффман — Жералда
- Ана Беатрис Нагейра — Эдуарда Резенди-Медейрус, «Дуда»
- Атила Иориу — Жозиас-Жетулиу

а также:
- Каролина Кастинг — Уши Видигал
- Жозе Левгой — Эдуарду Медейрос
- Сюзана Виейра — Новая няня.

## Перевод, озвучивание
Режиссёр озвучивания Надежда Ерёмина
Актёры:
- Елена Бушуева
- Ирина Маликова
- Юрий Маляров
- Борис Клюев

Фильм озвучен по заказу ОРТ.

## Премии
- 1998 год, премия «APCA»:
- Мауру Мендонса — лучший актёр второго плана

## Показ в других странах
| Страна  | Канал    | Год показа                                                    | Тип перевода | Название            | Перевод названия |
| ------- | -------- | ------------------------------------------------------------- | ------------ | ------------------- | ---------------- |
| Франция | Téva     | 16 октября 2000 — 20 июля 2001 15 октября 2001 — 19 июля 2002 | Дубляж       | La Beauté du diable | Красота дьявола  |
| Венгрия | MTV      | 1998                                                          | Дубляж       | A bestia            | Бестия           |
| Эквадор | Ecuavisa |                                                               | Дубляж       | Ángel malvado       | Жестокий ангел   |